# Список умерших в 1397 году

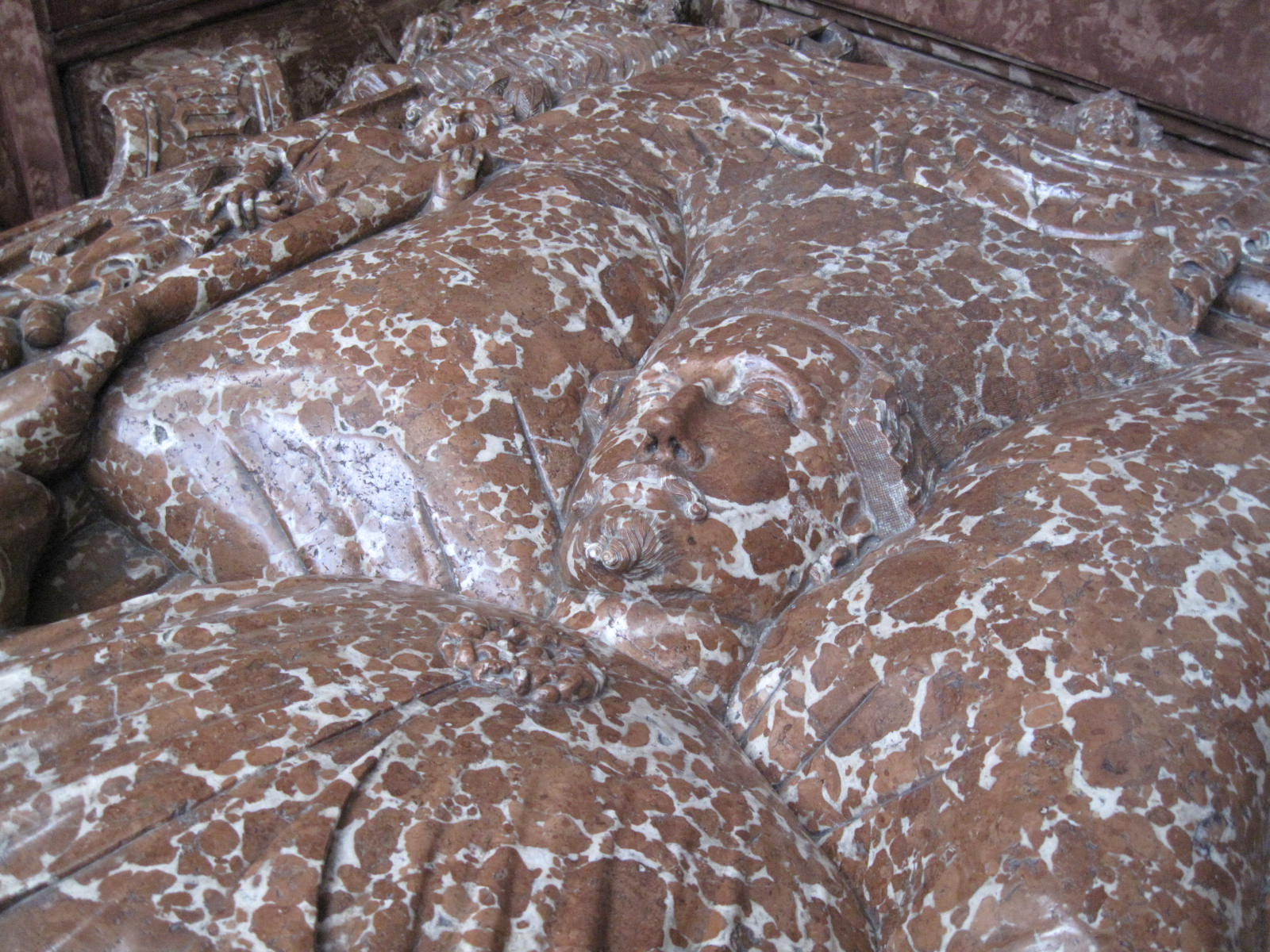
Альбрехт II

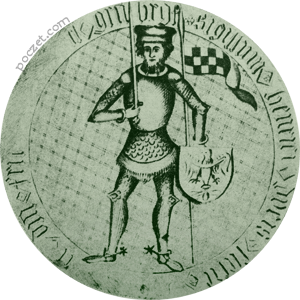
Генрик VIII Глогувский

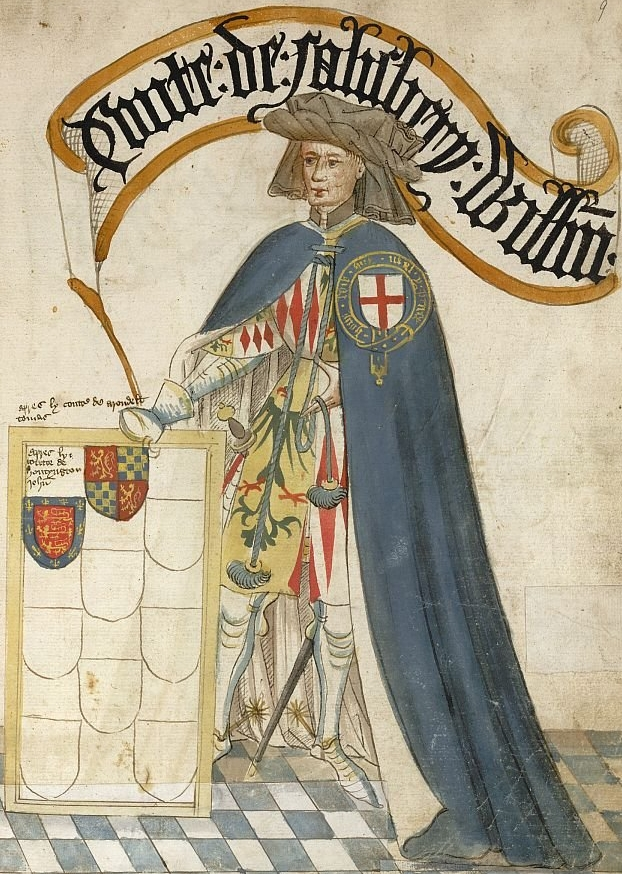
Монтегю, Уильям, 2-й граф Солсбери

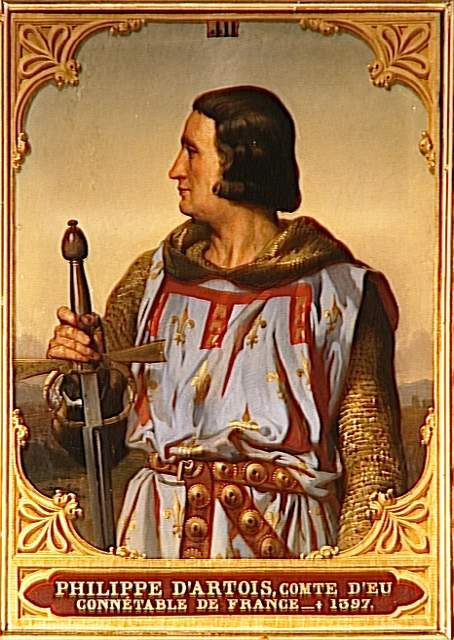
Филипп д'Артуа

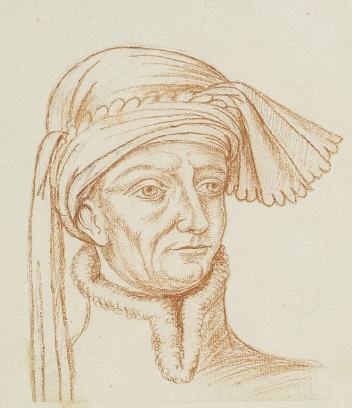
Жан де Люксембург-Линьи

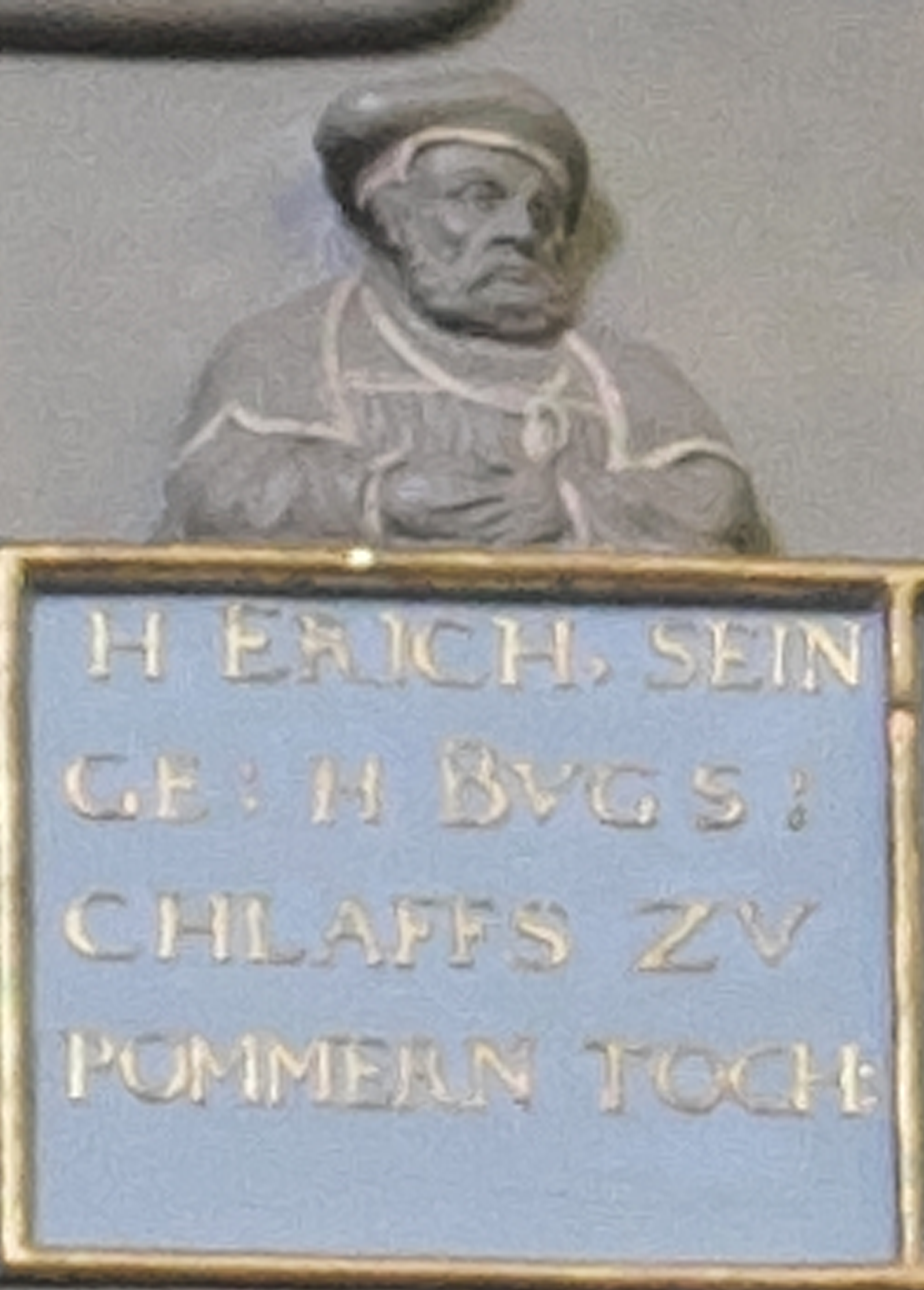
Эрик I

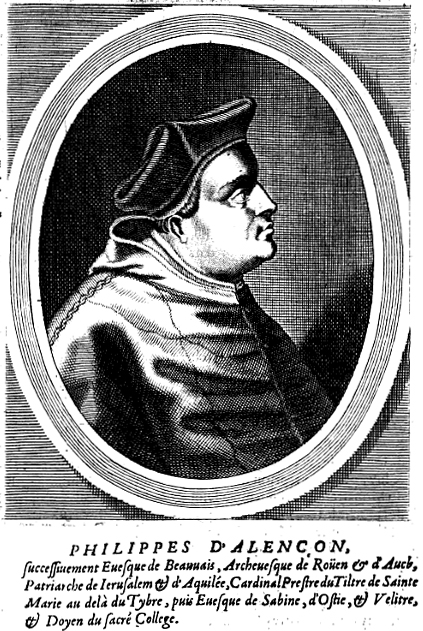
Филипп Алансонский

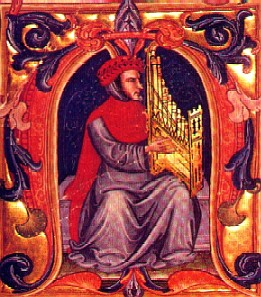
Франческо Ландини

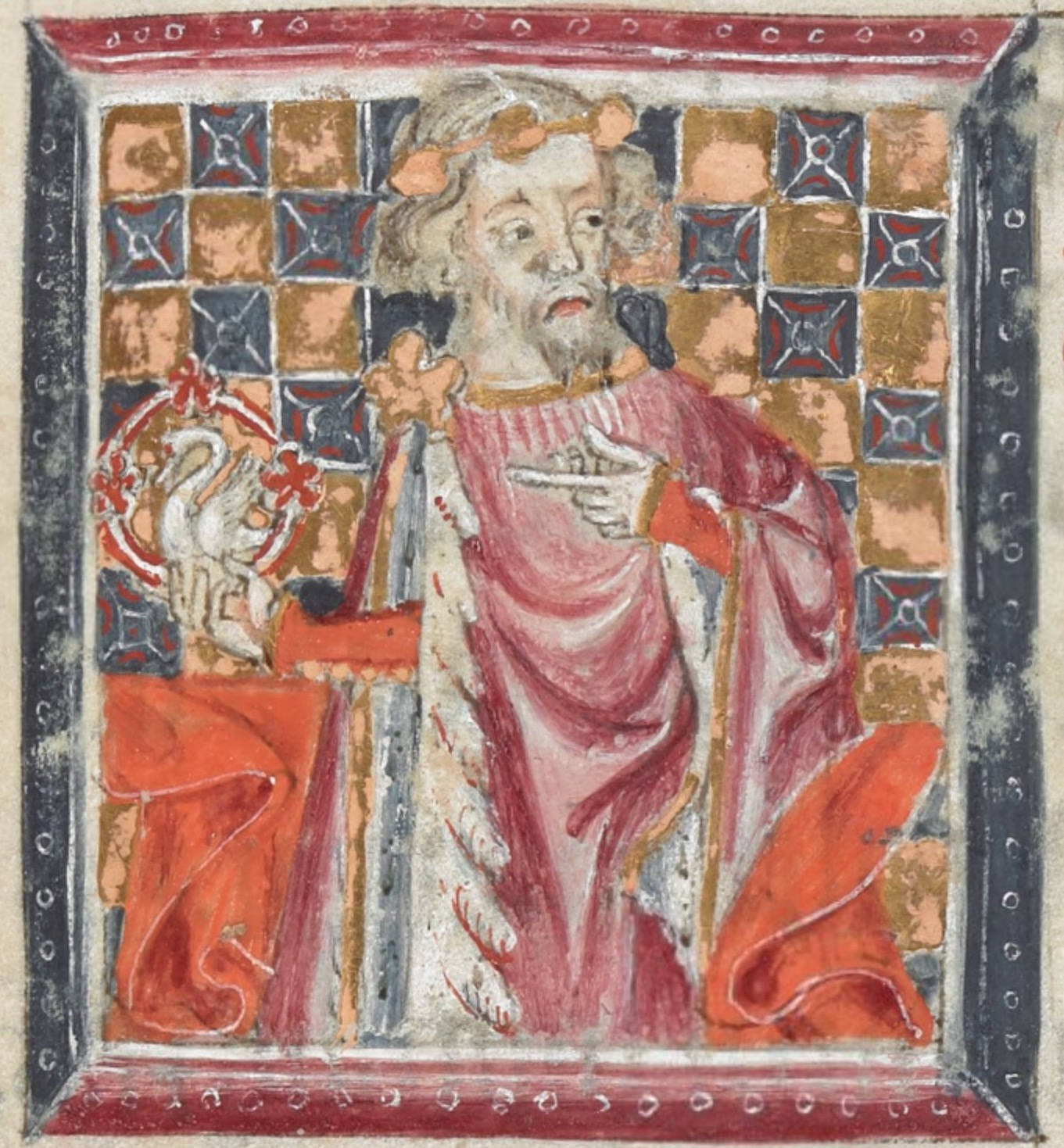
Томас Вудсток, герцог Глостер

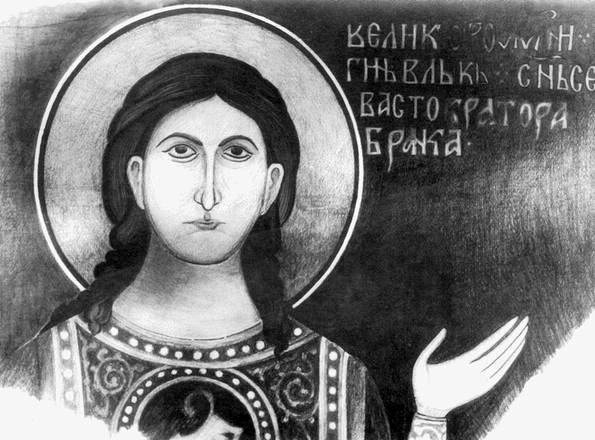
Вук Бранкович

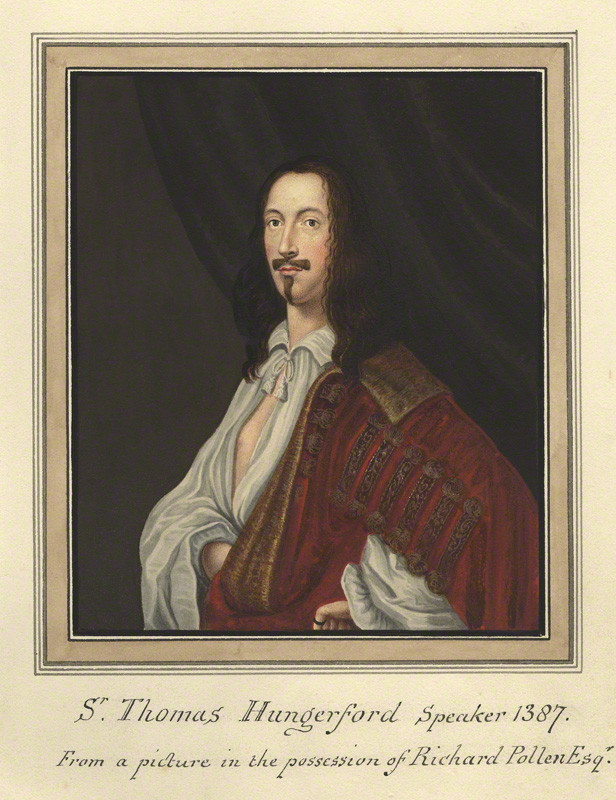
Томас Хангерфорд

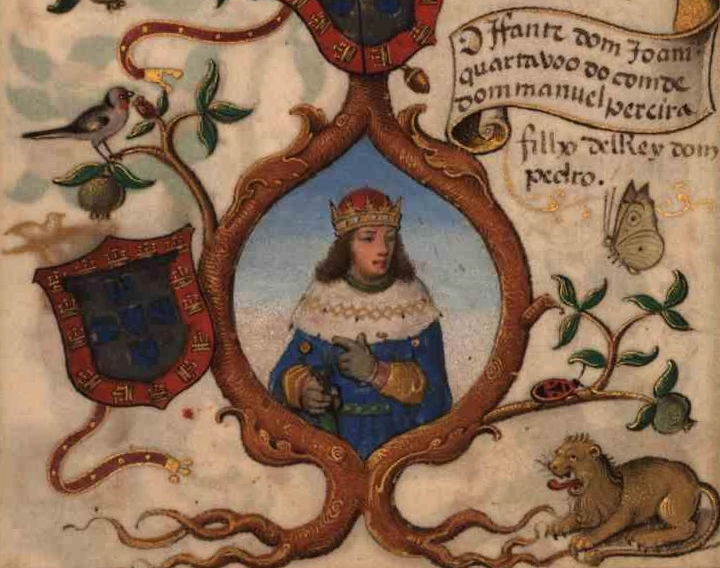
Жуан

В этой статье представлен список известных людей, умерших в 1397 году.
См. также: Категория:Умершие в 1397 году

## Январь
- 21 января — Альбрехт II — соправитель своего отца Альбрехта I в графствах Голландии, Геннегау и Зеландии из династии Виттельсбахов, герцог Баварско-Штраубингский (1389—1397)

## Февраль
- 16 февраля — Генрих VI фон Вальдек — граф Вальдека (с 1369).

## Март
- 14 марта — Генрик VIII Глогувский — князь Жаганьский (1369—1378, вместе с братьями Генрихом VI Старшим и Генрихом VII Румпольдом), князь Глогувский и Сцинавский (половина княжеств, в 1369—1378 годах совместно с братьями и с 1395 года самостоятельно); умер от ран, полученных на рыцарском турнире.
- Даниил II — епископ Русской православной церкви, епископ Смоленский (1375—начало 80-х годов)

## Апрель
- 25 апреля — Томас Холланд, 2-й барон Холланд (1380—1397), 2-й граф Кент (1381—1397), 5-й барон Вудсток и 6-й барон Уэйк из Лидделла (1385—1397), рыцарь ордена Подвязки (с 1375),  юстициарий Ирландии (с 1377), маршал Англии (1380—1385), констебль Тауэра (с 1389), единоутробный брат короля Англии Ричарда II.

## Май
- 8 мая — Николай  — граф Гольштейн-Рендсбурга (с 1340).

## Июнь
- 3 июня — Уильям Монтегю (68) — английский дворянин, 2-й граф Солсбери (с 1344), король Мэна (1344—1393), полководец, участник Столетней войны, рыцарь-основатель Ордена Подвязки (1348).
- 6 июня — Николай Ризенбургский — государственный деятель Священной Римской империи, епископ Констанцский (1384—1387) и Оломоуцкий (1388—1397)
- 16 июня — Филипп д’Артуа — граф д’Э (1387—1397), коннетабль Франции (1392—1396); умер в турецком плену.
- Иоганн II — герцог Баварско-Ландсхутский (1375—1392) и первый Баварско-Мюнхенский (1392—1397).

## Июль
- 2 июля — Жан де Люксембург-Линьи — граф де Бриенн и де Конверсано по праву жены (с 1394), основатель младшей ветви дома Люксембург-Линьи.
- 26 июля — Эрик I — герцог Мекленбургский (1388—1397) и наследник шведского престола.

## Август
- 16 августа — Филипп Алансонский — французский куриальный кардинал, епископ Бове (1356—1359), Архиепископ Руана (1359—1375), титулярный латинский патриарх Иерусалима (1375—1380), архипресвитер патриаршей Ватиканской базилики (1378—1397), Декан Священной Коллегии Кардиналов (1394—1397), кардинал-священник с титулом церкви Санта-Мария-ин-Трастевере (1378—1380),  кардинал-епископ Сабины (1380—1388),  Кардинал-епископ Остии и Веллетри (1388—1397)

## Сентябрь
- 2 сентября — Франческо Ландини — итальянский композитор, поэт и органист периода Ars nova.
- 9 сентября — Томас Вудсток (42) — седьмой и последний сын короля Англии Эдуарда III, граф Бекингем (с 1377), граф Эссекс (с 1380), 1-й герцог Глостер (с 1387), лорд Верховный констебль Англии (с 1376), рыцарь ордена Подвязки (с 1380), английский военачальник, активный участник Столетней войны; убит в тюрьме по приказу Ричарда II.
- 21 сентября — Ричард Фицалан, 11-й граф Арундел и 9-й граф Суррей (с 1376), рыцарь ордена Подвязки (с 1386), адмирал Англии и главнокомандующий английским флотом в период Столетней войны; казнён.

## Октябрь
- 30 октября — Перонелла де Туар — последняя представительница первой династии виконтов Туара (1370—1397).

## Ноябрь
- 6 ноября — Вук Бранкович — сербский дворянин, правитель Косова, Скопье, Призрена, родоначальник сербской династии Бранковичей.
- 18 ноября — Ангерран VII де Куси — сеньор де Куси, де Марль, де Ла Фер-д’Уази, де Креси-Сюр-Сер и де Монмирай (с 1346), 1-й граф Бедфорд (1366—1377),  граф Суассона (с 1367),  французский военачальник, великий кравчий Франции и маршал Франции; умер от ран в турецком плену.
- Анри де Марль — сеньор де Марль (по правам жены), маркиз Понт-а-Муссон, французский полководец, с 1389 года соправитель отца Роберта I в герцогстве Бар.

## Декабрь
- 3 декабря — Томас Хангерфорд — первый человек, записанный в ролях парламента Англии как занимающий должность спикера палаты общин Англии.
- 22 декабря — Ги II де Блуа-Шатильон — последний граф Блуа и граф Дюнуа (Шатодена) (1381—1397), последний представитель рода Блуа-Шатильон

## Дата неизвестна или требует уточнения
- Бонино да Кампионе — итальянский архитектор и скульптор
- Гильом I де Нарбонн — виконт Нарбонна (с 1388).
- Жуан — старший сын португальского короля Педру I и его метрессы Инес де Кастро, один из основных претендентов на престол во время кризиса престолонаследия 1383—85 годов; умер в заточении.
- Иоганн IV Зинтен —  рижский архиепископ (1374—1393), титулярный (латинский) патриарх Александрии (с 1393).
- Иосиф Фалалеевич — новгородский тысяцкий (1384—1391)
- Каллист II Ксанфопул — патриарх Константинопольский (1397), византийский монах-исихаст, аскетический писатель, брат и соавтор монаха Игнатия Ксанфопула.
- Добеслав Курозвенцкий — крупный польский государственный и военный деятель, стольник краковский (1345—1351), подкоморий сандомирский (1351—1355), каштелян вислицкий (1355/1356 — 1366), воевода краковский (1366/1367 — 1380), наместник Польского королевства (1380—1382), регент Польского королевства (1382—1384), каштелян краковский (1380—1389).
- Кшеслав Курозвенцкий — польский государственный и военный деятель, каштелян сондецкий (с 1373) и сандомирский (1384), генеральный староста великопольский (1387—1389), староста луцкий (1388).
- Перенелла Фламель — французский алхимик и благотворительница, жена Николя Фламеля
- Петр II из Штернберка — моравский аристократ, последний представитель  моравской ветви панского рода Штернберков.
- Уильям Торн — английский хронист, монах-бенедиктинец, летописец аббатства Св. Августина в Кентербери.
- Франческо I Криспо — герцог Наксоса (с 1383).